# 铺门古墓群
铺门古墓群，位于中国广西壮族自治区贺县铺门公社河东大队和龙桂大队，为一个省级文物保护单位，类型为古墓群，为第二批广西壮族自治区文物保护单位，公布时间为1981年8月25日。
铺门古墓群的历史年代为汉～南朝。